# Бергишес-Ланд
Бергишес-Ланд (нем. Bergisches Land, дословно — «Бергская земля») — культурно-исторический низкогорный регион в Северном Рейне-Вестфалии (Германия), в который входят городской треугольник Ремшайд-Золинген-Вупперталь, район Меттман, город Леверкузен, районы Рейниш-Бергиш и Обербергиш с включением части района Рейн-Зиг. В геологическом отношении Бергишес-Ланд представляет собой северо-западную часть Рейнских Сланцевых гор, выходящих к Кёльнской низменности.
Высшей точкой Бергишес-Ланд является гора Хомерт (Homert) (519 метров н. у. м.) у Гуммерсбаха. Наивысшей доступной транспорту вершиной Бергишес-Ланд является гора Унненберг (Unnenberg) c отметкой 505.7 метров, расположенной в 6 км на запад-юго-запад от Хомерта. На этой вершине построена смотровая вышка Унненбергтурм (Unnenbergturm), высотой 45 метров. Посетители могут подниматься на платформу обозрения (31.8 метров).

## Название
Термин Бергишес-Ланд (Bergisches Land) использовался ещё до XIX века, но стал общепринятым после распада герцогства Берг. В просторечии форма «Бергиш» очень распространена. В диалектах местного населения Бергиша это в основном ныне «Бергишес-Ланд». Местных жителей называют или «бергер» или «бергишен».
Но времена меняются и ныне Дюссельдорф, бывшая столица герцогства Берг, не относит себя к Бергишес-Ланд, но считает себя частью плоской равнины Нижнего Рейна. И остальную часть бывшего герцогства Берг называют «Хюгель-Ланд», то есть «Холмистой землёй», но в этих низкогорных территориях название Бергишес-Ланд сохраняется.

## География

### Границы

#### Историко-географические
Бергишес-Ланд возникла из исторического герцогства Берг. Регион обязан своим названием бывшим правителям, графам (а позже и герцогам) фон Берг. Латинские слова terre Montensis, то есть земля Бергиш, впервые фигурируют в письменном виде в долговом документе графов Берг от 6 сентября 1363 года (Bergische Ämterverfassung im Jahr 1363).
Важными населёнными пунктами в герцогстве были Герресхайм, Эльберфельд (Elberfeld), Золинген, Леннеп (Lennep), Радеформвальд, Випперфюрт, Бенсберг (Bensberg), Зигбург и Бланкенберг (Blankenberg), большинство из которых получили права города в XIII веке. Резиденцией графов и герцогов изначально была крепость Берге (Burg Berge) в Альтенберге (Altenberg) недалеко от Оденталя. После постройки замка Нойенберг в современном посёлке Бург-ан-дер-Вуппер (Burg an der Wupper) (район Золингена) резиденция переместилась туда, а затем в 1386—1822 годах её стал Дюссельдорф. Бергишский лев (Bergischer Löwe) на гербе Дюссельдорфа по-прежнему указывает на историческую принадлежность Дюссельдорфа к Бергишес-Ланд.
Северные части Бергишес-Ланд включали города Мюльхайм-ан-дер-Рур, части Дуйсбурга, Эссена и Оберхаузена (Альстаден (Alstaden) и Дюмптен (Dümpten)), а районы на западной границе включали правый берег Кёльна около современного Мюльхайма (Mülheim). Более мелкие территории на левом берегу Рейна, принадлежавшие герцогству, были свободные поселения Весселинг, Роденкирхен (Rodenkirchen)), Орр (Orr) и Лангель (Langel)..
С другой стороны, бывшие господские земли Гимборна (Gimborn) и Хомбурга (Homburg) на территории региона Обербергишес-Ланд вошли в состав Великого герцогства Берг только во времена Наполеона. Этот первоначально не относившийся к Бергишес-Ланд район включает Мариенхайде, Виль, Нюмбрехт, Бергнойштадт и современный город Гуммерсбах.
В 1815 году Великое герцогство Берг было распущено и в 1822 году её территория была присоединена к Прусской Рейнской провинции, северная часть которой стала частью Рейнской области Северного Рейна-Вестфалии после Второй мировой войны.

#### Физико-географические
Бергишес-Ланд почти полностью является частью крупного природно-территориального комплекса Зюдербергланд, представляющего собой северо-восточную часть Рейнских Сланцевых гор на правом берегу Рейна.
Естественными природными границами служат реки: Рур на севере, Рейн на западе и Зиг на юге. С другой стороны, Бергишес-Ланд сливается на восток с Зауэрландом без какой-либо узнаваемой ландшафтной границы. Только политические и культурные различия определяют границу между двумя историческими ландшафтами, которая, однако, примерно соответствует восточным водоразделам Вуппера и Аггера, в то время как западная часть Зауэрланда в основном осушается Руром и его притоками.
Большая часть Бергишес-Ланд характеризуется разнообразными невысокими горными массивами с холмами, покрытыми лесами и обработанными участками земли, а также узкими долинами небольших ручьёв, называемых «зипен» (Siepen). На большей части региона (за исключением районов, сливающихся с Зауэрландом), протекают интенсивные эрозионные процессы, приводящие к пенепленизации территории.
Низкогорная территория Бергишес-Ланд переходит на западе в вересковые террасовые пустоши (Bergische Heideterrasse), мало сохранившиеся из-за развития крупных городских агломераций Кёльна и Дюссельдорфа. Эти реликты пустоши (Ванер (Wahner Heide), Хильденская и Олигсерская (Ohligser Heide) пустоши, обширный лес Кёнигсфорст (Königsforst) и отдельные карьерные водоёмы (Baggersee), такие как Унтербахер Зее (Unterbacher See) или Эльбзее (Elbsee), являются ценными природоохранными территориями (Naturschutzgebiet) и зонами отдыха (Naherholungsgebiet) для жителей близлежащих городов.
Природный парк Бергишес-Ланд (Naturpark Bergisches Land) также определяет эту территорию как зону отдыха. Несмотря на то, что доля леса довольно велика, крупных лесных участков всего несколько. Ландшафтный пейзаж сформирован чередующимися грядами леса и луговыми долинами. К востоку доля лесного ландшафта увеличивается из-за более неблагоприятных погодных условий для сельского хозяйства (увеличение высоты). На склонах естественным образом произрастают буковые леса и, в частности, буково-дубовые леса. Однако после значительной вырубки лесов в средневековье и начальный период индустриализации на больших территориях впоследствии были деревья, ранее не являвшиеся местными древесными породами.
Крупнейшие лесные массивы Бергиша — Нутшайд (Nutscheid) на южной окраине региона (в основном незаселённый) и Хекбергер Вальд (Heckberger Wald) (кратко — Хек) между Энгельскирхеном, Драбендерхёэ (Drabenderhöhe) и Оверат-Федератом (Federath).

#### Современная реальность
В сегодняшнем региональном понимании Бергская территория соответствует «району низких гор Бергишес-Ланд». В бывших бергских рейнско-рурских городах (Дюссельдорф, южные районы Оберхаузена, юг Дуйсбурга и Мюльхайма-на-Руре) историческая принадлежность к Бергскому региону почти не присутствует в восприятии местного населения. В этих местах люди в основном считают себя жителями Рейнской или Рурской областей. Однако выше Рейнской равнины принадлежность к Бергской земле становится очевидной. В новостях WDR низкогорные восточные районы называются «Бергишес-Ланд», а западные все-таки, несмотря на эту же самую низкогорность, считаются частью недостаточно четко определенного понятия «Рейнланда» (Рейнской области), хотя район Меттман относится к культурно-историческому региону Бергишес-Ланд.
Дюссельдорф, бывший ранее столицей Бергишес-Ланд, сегодня не рассматривается как таковой. На роль столицы претендует город Вупперталь, образованный в 1929 году и являющийся экономическим, культурным и промышленным центром восточной части Бергишес-Ланд. Юг региона имеет более развитую и тесную связь с Кёльном.